# Teşkilat
Teşkilat es una serie de televisión turca del 2021 producida por TIMS&B Productions para TRT1.

## Reparto
- Çağlar Ertuğrul como Serdar
- Deniz Baysal Yurtçu como Zehra
- Ezgi Şenler como Pınar
- Tuncer Salman como Hakkı
- Nihat Altınkaya como Hulki
- Serdar Yeğin como Uzay
- Ahmet Uğur Say como Gürcan
- Atılay Uluışık como Sermet
- Gürkan Uygun como Yıldırım
- Turgut Tunçalp como Halit
- Hakan Boyav como Sadık/Tövbekar

## Temporadas
| Temporada | Temporada | Episodios | Rango de episodios | Emisión original         | Emisión original    |
| Temporada | Temporada | Episodios | Rango de episodios | Inicio                   | Final               |
| --------- | --------- | --------- | ------------------ | ------------------------ | ------------------- |
|           | 1         | 14        | 1 - 14             | 7 de marzo de 2021       | 6 de junio de 2021  |
|           | 2         | 34        | 15 - 48            | 26 de septiembre de 2021 | 29 de mayo de 2022  |
|           | 3         | 31        | 49 - 79            | 2 de octubre de 2022     | 25 de junio de 2023 |
|           | 4         | 32        | 80 - 111           | 22 de octubre de 2023    | 9 de junio de 2024  |
|           | 5         | 34+       | 112 - 138+         | 22 de septiembre de 2024 | en emisión          |